# أبابيل-100
كان أبابيل-100 أو الفتح، صاروخاً باليستياً عراقيًا أحادي المرحلة قصير المدى يعمل بالوقود الصلب ، بدأ تطويره حوالي عام 1991، وتم اختباره من عام 2000 إلى 2002. تم اشتقاق قاذفته من صاروخ أبابيل-50 إم إل آر إس.

## تطويره
خلال شهر آب/أغسطس 1991 بدأ العراق برنامجاً لتطوير صواريخ السطح-سطح المسماة الفهد استناداً إلى صاروخ أس-75 دفينا، وفي وقت لاحق لوحظ وجود أوجه تشابه هيكلي بين صواريخ فهد التي ستطلق لاحقاً وصواريخ جاي-1. سيبدأ العراق بعد ذلك برنامجاً آخر لتطوير صاروخ قادر على إيصال حمولة 300 كجم بمدى 150 كم و خطأ دائري محتمل 150 م لصاروخ أبابيل-100 الموجه و 750 م لصاروخ أبابيل-100 غير الموجه. لكن بحلول عام 1994، انقسمت برامج الصواريخ الموجهة ليحتفظ الصاروخ الذي يعمل بالوقود الصلب باسم أبابيل-100، لكن النسخة التي تعمل بالدفع السائل ستصبح فيما بعد ”الصمود“. وقد ورث أبابيل-100 العديد من الخصائص من صاروخ أبابيل-50 إم إل آر إس الذي طٌوِّر بالتعاون مع يوغوسلافيا خلال الثمانينيات. فقد كان العراق يفتقر إلى المواد المطلوبة لحالة المحرك وكذلك هيكل المحرك، وبالتالي واجه صعوبات في تشكيل ومواءمة الأشكال الأسطوانية المطلوبة لحالات المحرك مما أدى إلى انخفاض الدقة. كما كان العراق يفتقر إلى الخلاطات والأوعية اللازمة لخلط الوقود الدافع، حيث تم استخدامها بالفعل في مشروع صاروخ بدر-2000، وبالتالي ازدادت وتيرة حوادث المحركات. وأفادت التقارير أن العراق استورد أجهزة جيروسكوب ومقاييس تسارع من بيلاروسيا للنسخة الموجهة، وقدر أن نظام التوجيه بالقصور الذاتي للنسخة الموجهة سيسمح للصاروخ بتحقيق دقة إصابة تبلغ 150 مترًا على مدى 150 كم.

## الخصائص
كان صاروخ ”الفاتح“ صاروخاً باليستياً يعمل بالوقود الصلب، يبلغ طوله 6.7 متر وقطره 0.5 متر بدون زعانف و1.4 متر مع زعانف. وكان يزن 1200 كيلوغرام، ويستخدم محركًا يزن 770-856 كيلوغرامًا، ويمكنه حمل نوعين من الرؤوس الحربية: رأس حربي أحادي يتراوح وزنه بين 260 و300 كيلوغرام، يحتوي على 160-170 كيلوغرامًا من المتفجرات، ورأس حربي عنقودي. وعلى حد تعبير مفتش الأمم المتحدة كان الصاروخ ”بدر-2000 جونيور“. كان هيكل الطائرة مصنوعًا من صفائح فولاذية بسماكة 4 ملم من الصلب السبائكي (30CrMoV9). كانت قاذفة أبابيل-100 عبارة عن قاذفة صواريخ أرض-جو من طراز SM-90 من صاروخ أرض-جو أس-75 دفينا، مثبتة على نفس هيكل قاذفة الصواريخ المتعددة إم-87 أوركان، المعروفة في العراق باسم أبابيل-50. كانت النسخة غير الموجهة من ”أبابيل-100“ مثبتة بزعانف فقط. إلا أن النسخة الموجهة ستستخدم نظامًا معقدًا من المشغلات والقاذفات مع نظام توجيه بالقصور الذاتي مستورد. في حين أن الرأس الحربي عالي التردد لهذا الصاروخ كان هو نفسه المستخدم في صاروخ الصمود 2، إلا أن الرأس الحربي العنقودي كان معبأ بذخائر صغيرة من 850-900 كي بي-1، والتي كانت تستخدم أيضًا في صواريخ أبابيل-50، ويتم تشغيلها بواسطة صمام بارومتري. كانت الذخائر الصغيرة ستنتشر على ارتفاع يتراوح بين 1.5 و2.5 كم، وهو ارتفاع منخفض للغاية. وبسبب غزو العراق في عام 2003، لم يتم تطوير الرأس الحربي العنقودي إلى مستوى مرضٍ تمامًا. كان مدى الصاروخ أكبر من 150 كم. كان معدل الفشل في نظام أبابيل-100، حيث فشل ما يصل إلى 30% من الصواريخ عند الإطلاق، وعانى العديد منها من التفكك أثناء الطيران.

## التاريخ التشغيلي

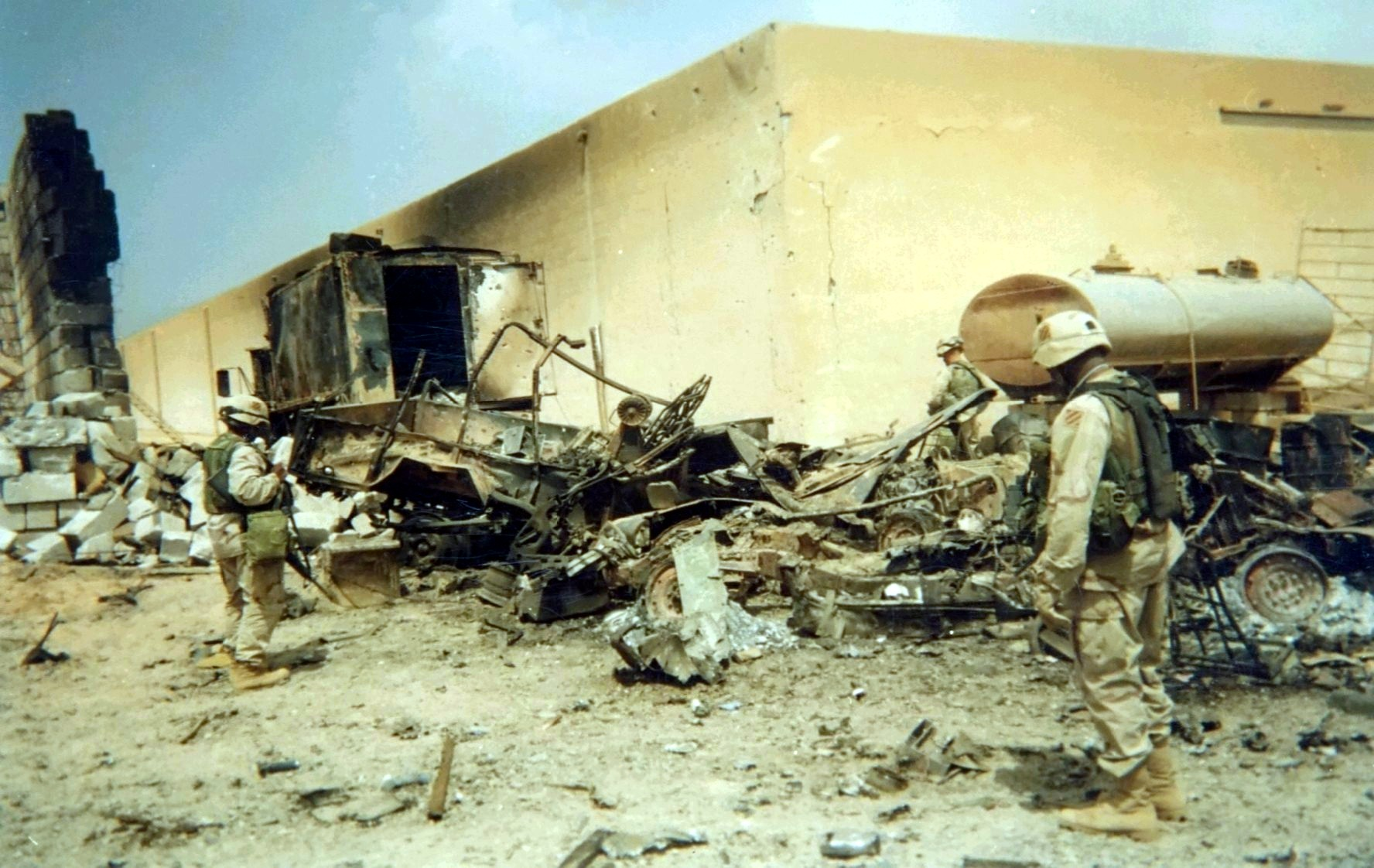
آثار الهجوم بصاروخ أبابيل-100 في 7 أبريل/نيسان

أجريت رحلتان تجريبيتان تجريبيتان موجهتان لصاروخ أبابيل-100، إحداهما مع التحكم في الدوران والأخرى مع التحكم في درجة الانحراف. واعتباراً من مارس 2003، لم يكن يفصلنا عن اختبار مع نظام التحكم الكامل سوى أسابيع، لكن الغزو وضع حداً للمشروع. أجري 50 اختباراً فردياً بين عامي 2000 و2002، منها 17 اختباراً لمحرك ثابت و33 اختباراً للطيران. وفشلت النسخة غير الموجهة في تحقيق الخطأ الدائري المحتمل البالغ 750 متراً. وخلال أحد الاختبارات المبكرة، أظهر الصاروخ مدى يبلغ 161 كم. خلال غزو العراق عام 2003، أٌطلِق ما بين 12 و16 صاروخاً من هذه الصواريخ.
تعرض مقر قيادة اللواء الثاني في فرقة المشاة الثالثة الأمريكية لقصف بصاروخ أبابيل-100 في 7 نيسان/أبريل، بينما كانت القوة الرئيسية للواء تقوم بعملية توغل على بعد 15 كم شمالاً داخل بغداد. قُتل ثلاثة جنود ومراسلان أجنبيان في الانفجار. كما أصيب 14 جنديًا آخرين بجروح، ودُمرت 22 مركبة أو أصيبت بأضرار جسيمة، معظمها عربات هامفي. ويبدو أن الجيش العراقي أطلق صاروخ أبابيل-100 من مدينة الحلة على بعد حوالي 100 كيلومتر (62 ميل) إلى الجنوب. لم تتمكن الدفاعات الجوية الأمريكية من اكتشاف الصاروخ وتعقبه لأن رادارها كان موجهًا نحو الشمال.